# Pannikulusreflex
Der Pannikulusreflex (Panniculus, lat.: Unterhaut) ist ein Reflex und gehört zu den sogenannten Fremdreflexen des Rückenmarks, nach einer anderen Einteilung zu den Haut- oder Oberflächenreflexen. Er wird durch Berühren der Haut mit einem spitzen Gegenstand oder Kneifen in der Rückengegend ausgelöst, die mit einer Zuckung des Rumpfhautmuskels (Musculus cutaneus trunci) beantwortet wird. Der Reflex dient dem Tier physiologisch der Abwehr von Insekten. 

## Diagnostische Aussage
Die an den Tastrezeptoren ausgelöste Erregung wird über die Dorsalwurzeln der Spinalnerven zum Rückenmark geleitet. Über aufsteigende Bahnen im Rückenmark wird die Information zum Reflexzentrum im letzten Hals- (C8) und ersten Brustsegment (Th1) des Rückenmarks geleitet. Hier liegen auch die motorischen Wurzelzellen des Nervus thoracicus lateralis, der den Rumpfhautmuskel innerviert. 
Der Reflex wird beidseitig, in der Kreuzgegend beginnend bis in Höhe der Schulterblätter segmental geprüft. Bei einer Läsion des Rückenmarks fällt der Reflex hinter dieser Schädigung aus. Das Funktionieren dieses Reflexes hängt sowohl von der Intaktheit der sensiblen und motorischen Nerven sowie der aufsteigenden Rückenmarksbahnen ab. In den meisten Fällen sind Schädigungen der Rückenmarksbahnen die Ursache für einen Reflexausfall.